# Ascochyta eriobotryae
Ascochyta eriobotryae är en svampart som beskrevs av Voglino 1908. Ascochyta eriobotryae ingår i släktet Ascochyta, ordningen Pleosporales, klassen Dothideomycetes, divisionen sporsäcksvampar och riket svampar.   Inga underarter finns listade i Catalogue of Life.